# 香港仔漁人碼頭

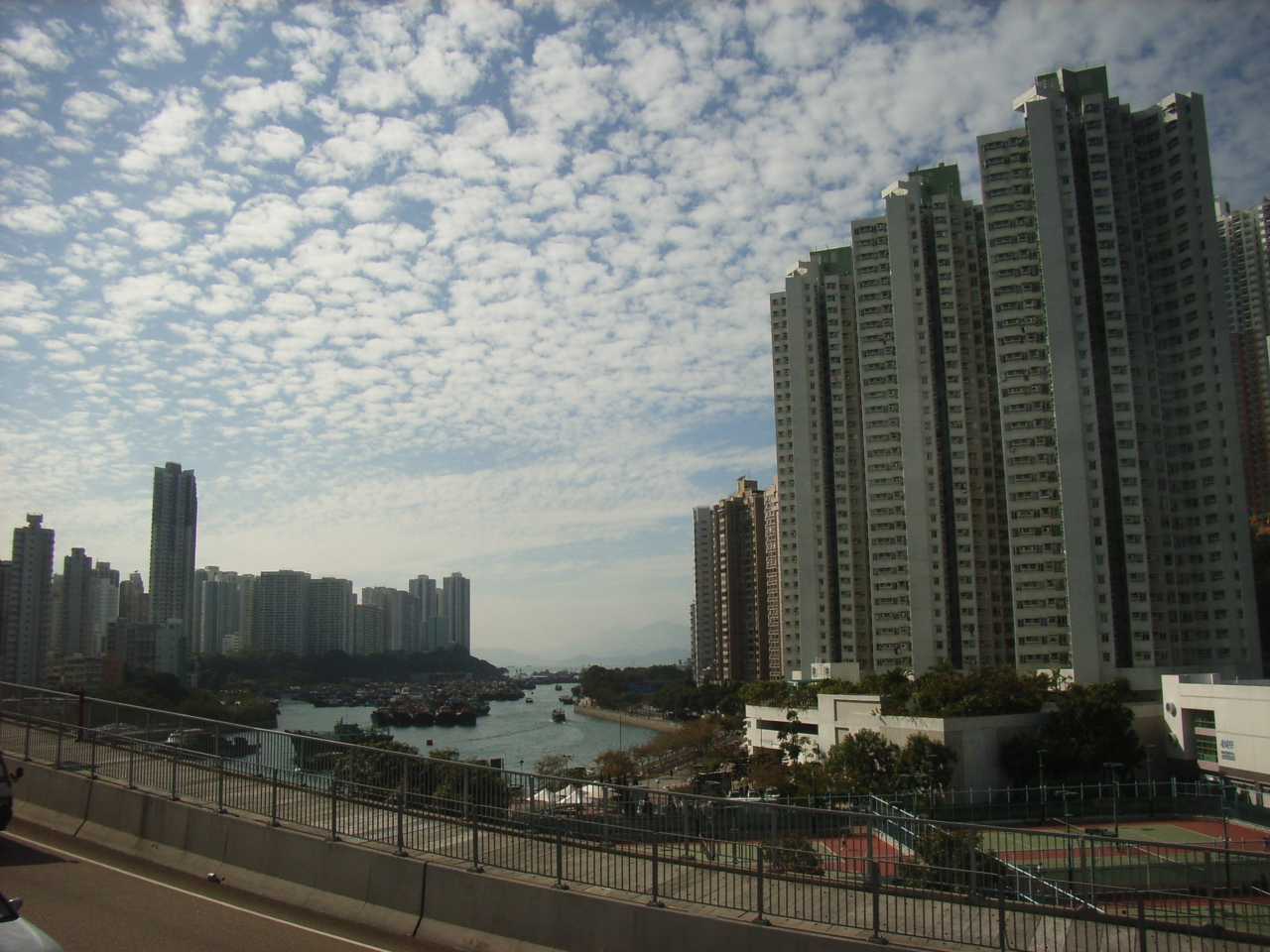
《香港仔旅遊發展項目》主要集中在香港仔西避風塘一帶。

香港仔漁人碼頭是香港的《香港仔旅遊發展項目》（前稱《香港仔港灣旅遊區發展計劃》）中的主要部份，亦成為該計劃的通稱。計劃參考外國漁人碼頭的概念，配合傳統漁港為主題，在香港仔一帶開拓不同旅遊景點，以提供旅遊及康樂用途。計劃最早於1998年由香港政府提出，其首個詳細方案於2001年年底提出，也是發展規模最大的一個。至2002年年中，整個計劃因為海洋公園進行檢討而停止了繼續研究。根據2005年的建議，該發展計劃將會大規模地縮減內容。2007年5月，香港政府再度推出發展概念設計，發展規模在2001年方案與2005年方案之間，並且期望於2009年動工，於2012年落成。2009年4月20日，香港政府宣佈暫時擱置計劃；然而旅遊事務署表示仍然在研究此項目，至2016年底南港島綫通車後才能夠落實發展。為了配合未來計劃的發展的落實，旅遊事務署決定以傳統漁村風貌為主題，先行在香港仔港灣兩岸進行改善工程，同時探討其他長遠方案。

## 背景
香港仔昔日是一個傳統漁港，並且是香港一個廣受歡迎的旅遊區，但是由於旅遊景點局限於珍寶海鮮舫及海洋公園，導致自1990年代起，到訪香港仔的遊客逐漸減少。因此，香港政府有意重新規劃香港仔港灣，希望能夠善用香港仔獨特的傳統漁港風貌和海事歷史，發揮其旅遊、康樂和相關活動之發展潛力。
1998年6月，經濟局局長葉澍堃提出了興建香港仔漁人碼頭的建議，並且表示最快可以於2000年落成。於《1999年至2000年度香港政府財政預算案》中，亦提出了同樣的構想。1999年9月，香港規劃署開始了研究及諮詢工作，提出了3個初步發展構思，並且在2001年批出香港仔港灣專題研究的合約，至同年年底發表初步報告，使到計劃有了比較詳細的概念雛形。

## 2001年方案

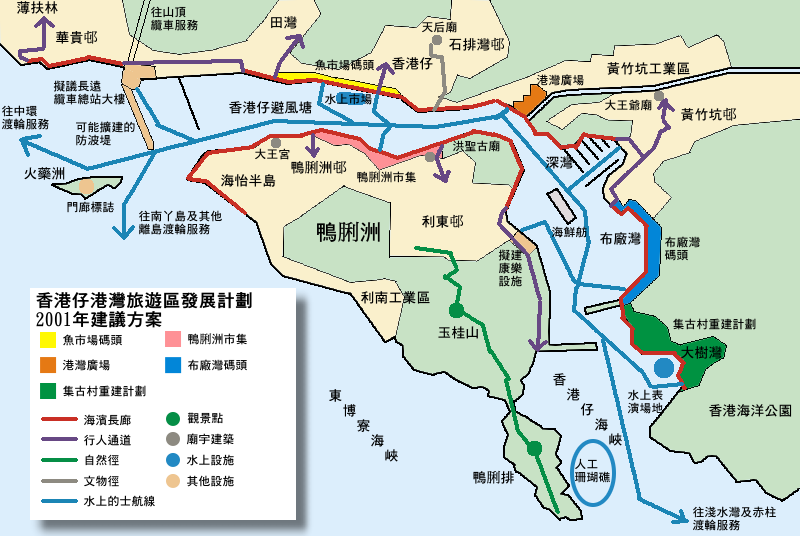
《香港仔港灣旅遊區發展計劃》2001年建議方案

香港規劃署於2001年11月24日發表《香港仔港灣專題研究初步報告》，正式展開了第一階段諮詢工作。第二階段諮詢工作原定於2002年年中進行，而整個計劃亦原定有望於2003年落實。然而，由於香港政府後來決定等待海洋公園完成其檢討及長遠發展計劃才再次研究此計劃，故此諮詢工作被擱置。

### 計劃建議
計劃中建議，香港仔港灣旅遊區可以開拓5個主要旅遊景點：
魚市場碼頭
魚市場碼頭位於香港仔海旁（現時的香港仔海濱公園一帶），是整個計劃的核心部份。旅遊景點以香港仔的漁業社會及活動為其主題及特色。在維持漁業相關活動的同時加以推廣，並且設立訪客中心、活海鮮銷售市場、魚類批發市場及海鮮食肆。
鴨脷洲市集
鴨脷洲市集位於鴨脷洲北岸海旁，旅遊景點會著重香港本地的特色及節日色彩，包含戶外康樂表演場地，以及售賣香港本地藝術品及工藝品的跳蚤市場。
港灣廣場
港灣廣場位於香港仔東面海旁（現時的新巴黃竹坑車廠一帶），設立一座大型廣場讓遊客觀賞避風塘的風貌。此外這個地帶亦會設立一座綜合娛樂大樓，可以提供IMAX立體影院、電影院、遊戲機中心和室內遊樂場等設施。
布廠灣碼頭
布廠灣碼頭位於深灣以南的布廠灣，以大型購物中心作為主題，並且設立有各式飲食店舖。布廠灣碼頭亦會包含香港海事博物館，展示香港和香港仔的海事歷史。
集古村重建計劃
集古村原來位於海洋公園內的大樹灣，後來因為發展而被清拆。重建集古村為提供主題娛樂及表演設施，包括各類電影院及度假酒店等。
除了5個主要旅遊景點，計劃亦有其他配套建議：
- 於香港仔舊區闢設文物徑，以及在香港仔郊野公園和鴨脷洲玉桂山闢設自然徑
- 修築連貫華富邨至大樹灣的海濱長廊，設有露天茶座及紀念品售賣店等設施
- 提供水上的士服務來往香港仔港灣旅遊區的各個旅遊景點及其他旅遊景點，例如赤柱、淺水灣、南丫島和其他離島等
- 改善區內的街道景觀和市容，並且於鴨脷洲大橋、海濱長廊及其他景點提供特式照明設施
- 將黃竹坑由輕工業區轉型為酒店區
- 於田灣海旁設立登山纜車總站大樓，提供來往香港仔港灣旅遊區至太平山的登山纜車服務
- 於鴨脷洲以西的火藥洲樹立地標
- 於鴨脷排東岸培養人工珊瑚礁

### 反應
計劃發表後，大部份香港仔居民均對計劃持有正面態度，認為有助於推動區內的發展。而南區區議會亦普遍支持這個計劃，並且希望這個計劃能夠儘快落實。然而，由於當時地鐵公司尚未提出南港島綫的計劃，因此亦有人憂慮計劃落成後，區內交通網絡未必能夠應付，因而提出了減少計劃規模，或者爭取加強交通配套。

## 2005年方案
2005年1月，香港政府就《香港仔港灣旅遊區發展計劃》提出了修訂建議，大規模地縮減了計劃規模。而這個計劃改變由旅遊事務署負責。根據2005年10月12日，由行政長官曾蔭權發表的《施政報告》中表示，希望這個計劃能夠趕及在2008年落成。

### 計劃建議
與初步計劃比較，修訂建議省略了不少建議，只保留了三大建議：
- 翻新香港仔海旁的現有設施，並且新增數個觀景處
- 保留布廠灣碼頭景點，以美食區為主題
- 集古村重建計劃則發展在原本計劃中位於的香港仔海旁的漁人碼頭

### 反應
由於計劃較初時公佈大為縮減，不少區內居民都感到不滿。他們一般擔心計劃只集中於海洋公園一帶，仍然未能夠發揮香港仔漁港一帶的旅遊發展潛力，而只翻新舊有設施亦無法推動區內的發展。亦有不少人擔心，香港仔未能發展大型景點，將會使到興建南港島綫服務香港仔的理據更難支持，使到區內交通未能夠改善。另一方面，部份南區區議員亦對計劃縮小表示強烈反對。不過，也有一些認為不應該因為發展旅遊而影響漁港景色的人士對修訂計劃的規模表示贊同。

## 2007年方案

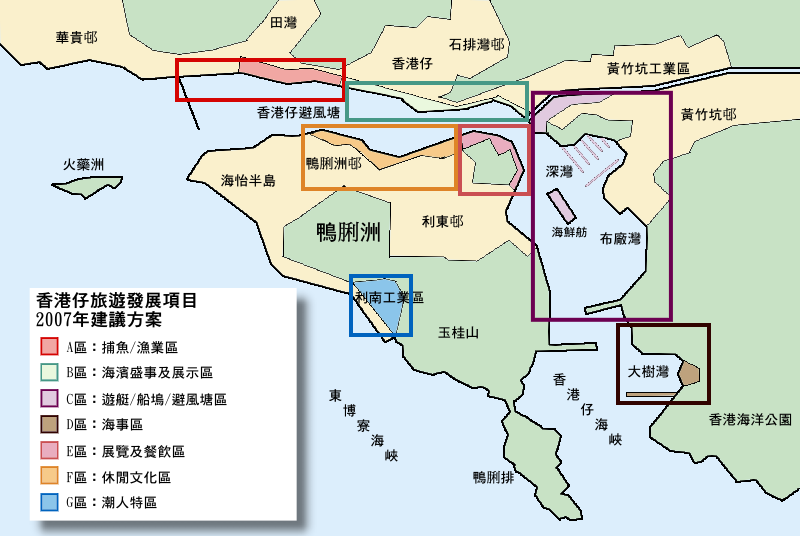
《香港仔旅遊發展項目》2007年建議方案

2006年年底，旅遊事務署委託顧問就香港仔旅遊發展項目進行概念設計，於2007年4月月底就研究結果諮詢南區區議會，計劃內容於同年5月月初發佈。

### 計劃建議
2007年方案比較2005年方案詳盡，可是發展規模仍然與2001年方案有頗大的距離。設計大綱雖然將整個香港仔港灣地區分成7個發展區域，但是實際上新發展只集中於兩個區域，其餘區域均為現時存有的設施。該7個發展區域分別是：
A區：捕魚/漁業區
位於香港仔海旁西部（現時的香港仔魚類批發市場一帶），主要展示香港仔漁港的歷史、漁民生活，以及漁類批發及市場活動。這個區域主要是以現存的建築物為基礎，進行景觀美化工程。
B區：海濱盛事及展示區
位於香港仔海旁東部（現時的香港仔海濱公園一帶），是整個旅遊發展項目的重點地區。區域之內將興建全新漁人碼頭主題建築，設立旅客資訊中心、國際餐飲區（露天茶座）、節慶廣場、海洋主題兒童遊樂場等設施，並且設立有主題船隻展覽。
C區：遊艇/船塢/避風塘區
位於香港仔南避風塘（包括深灣及布廠灣一帶），以現時存有的遊艇碼頭及般塢為基礎，提供大型遊艇停泊位置，以及服務及銷售區，並且設置觀景位置。
D區：海事區
位於大樹灣，即是香港海洋公園原集古村的重建部份。該處的主要工程為擬建一條新的防波堤。
E區：展覽及餐飲區
位於鴨脷洲東北岸海旁，將會興建全新漁人匯主題建築，以設立龍舟及歷史文物的展示地點，以及提供中式主題餐飲。
F區：休閒文化區
位於鴨脷洲北岸海旁，以鴨脷洲海濱公園為基礎，進行景觀美化設計工程及佈置，並且設立假日跳蚤市場。此外，鴨脷洲大街也會打造成「香港手信街」，售賣香港特色物品及小食，以求成為旅客購買手信的主要地方。
G區：潮人特區
位於鴨脷洲南部的利南工業區，會以現時常作為貨品展售場用途的工貿中心為基礎，提升該處的銷售點，使到該處成為獨特的品牌中心。
除了7個發展區域，計劃亦有其他配套建議，包括以傳統舢舨作為水上的士，提供環繞整個香港仔港灣區一圈的舢舨遊，以及向遊客介紹香港仔及鴨脷洲的歷史建築和廟宇。

### 反應
南區區議會原則上支持這個計劃，但是有區議員指出部份構思未必可行，例如將鴨脷洲大街化身成「手信街」的計劃中，香港政府無權力使到該處的私人商鋪專門售賣手信。此外，區議員也擔心交通配套未能夠應付，要求在發展的同時，必須先解決交通網絡問題。另一方面，不少區內居民認為該計劃拖延已久，希望能夠更快得到落實。

## 計劃落空
2009年4月，旅遊事務署宣布漁人碼頭計劃在財務限制上已經不可行，旅遊項目規模需要大為縮減80%，現行只會斥逾1.5億港元進行美化海濱和鴨脷洲大街工程。香港政府最新文件指出，在1997年亞洲金融風暴的影響下，到訪香港旅客大為減少，全球信貸收縮，導致投資者持有很多負面的風險情緒，令計劃在財務上不再可行。加上《淨化海港計劃》及港鐵興建南港島綫，將會佔用80%地方作為工程地盤，需要於2015年後交還，使到計劃用地由原來的170,000平方米大幅度地縮減至30,000多平方米。

## 短暫計劃
為了配合未來計劃的發展的落實，旅遊事務署決定以傳統漁村風貌為主題，先行在香港仔港灣兩岸進行改善工程，同時探討其他長遠方案。 為了進一步改善香港仔現時存有的旅遊景點及設施，香港政府自行斥資在香港仔港灣兩岸的海濱長廊及鴨脷洲大街和附近街道進行以傳統漁村為主題的改善工程。消息人士回應指出，等待《淨化海港計劃》及港鐵南港島綫工程完成後，計畫於日後仍然有機會落實。
2011年2月，立法會財務委員會批准了相關的撥款申請。同年9月，改善工程展開，預計於2012年至2014年年間分階段完成。 

### 反應
南區區議員歐立成表示，香港仔是香港四大古老漁港之一，現時又有香港仔魚類批發市場，擁有發展成為漁人碼頭的潛質，不少外國遊客亦會慕名而至，但是由於區內缺乏如旅遊巴士泊位等硬件配套，亦缺乏有效的宣傳，而未能夠加以發展旅遊業。他指出，南區居民一直希望透過發展漁人碼頭來刺激該區的旅遊業及帶旺區內經濟，現時計劃胎死腹中，感到失望。香港入境團旅行社協會主席侯叔琪批評，香港政府缺乏一個高層次部門統籌旅遊基礎建設的發展，削弱了香港旅遊業的競爭力。

## 外部連結
政府文件
- 《香港仔港灣專題研究初步報告》，香港規劃署，2001年11月24日
- 香港仔港灣擬採用漁人碼頭發展概念 （页面存档备份，存于），香港政府新聞公報，2001年11月24日
- 《香港仔旅遊發展項目 （页面存档备份，存于）》，南區區議會文件，2007年4月26日

報章
- 香港仔漁人碼頭 發展概念設計曝光 盼09年動工 料3年後完成 （页面存档备份，存于），《明報》，2007年5月7日
- 舢舨阿伯：不要得個講字，我老喇 （页面存档备份，存于），《明報》，2007年5月7日